# Джадалла Аззуз ат-Тальхи
Джадалла Аззуз ат-Тальхи (араб. جاد الله عزوز الطلحي‎; 1939, Эль-Джебель-эль-Ахдар — 15 июня 2024, Бенгази) — ливийский государственный деятель и дипломат; постоянный представитель Ливии при ООН с января 2008 по декабрь 2009 года. Генеральный секретарь Высшего народного комитета Ливии с 2 марта 1979 по 16 февраля 1984 года и с 3 марта 1986 по 1 марта 1987 года. Он также был министром иностранных дел Ливии с 1987 по 1990 годы. 
Джадалла Аззуз ат-Тальхи — единственный человек, занимавший пост Генерального секретаря Высшего народного комитета страны (премьер-министр) два раза.
Умер 15 июня 2024 года.